# Полянская (деревня)
Полянская — деревня в Шабалинском районе Кировской области. Входит в состав Ленинского городского поселения.

## География
Расположена у южной окраины райцентра посёлка Ленинское.

## История
Известна с 1891 года, в 1905 году здесь (Выселок из починка Олюнинского или Владимир) было дворов 4 и жителей 34, в 1926 4 и 19, в 1950 (починок Владимирский) 20 и 64, в 1989 — 52 жителя. Современное название утвердилось с 1978 года.

## Население
Постоянное население составляло 49 человек (русские 94 %) в 2002 году, 49 — в 2010.